# Érétrie (dème)
Le dème d'Érétrie (en grec moderne : Δήμος Ερέτριας / Dímos Erétrias) est un dème du district régional d'Eubée, en Grèce-Centrale.
Il est créé lors du programme Kallikratis par la fusion des dèmes préexistants d'Amárynthos et d'Érétrie. 
Selon le recensement de 2011, sa population est de 13 053 habitants.
Le siège du dème est la ville d'Érétrie tandis que la plus grande ville est Amárynthos.